# صب وقولبة الفايبر قلاس - الألياف الزجاجية.

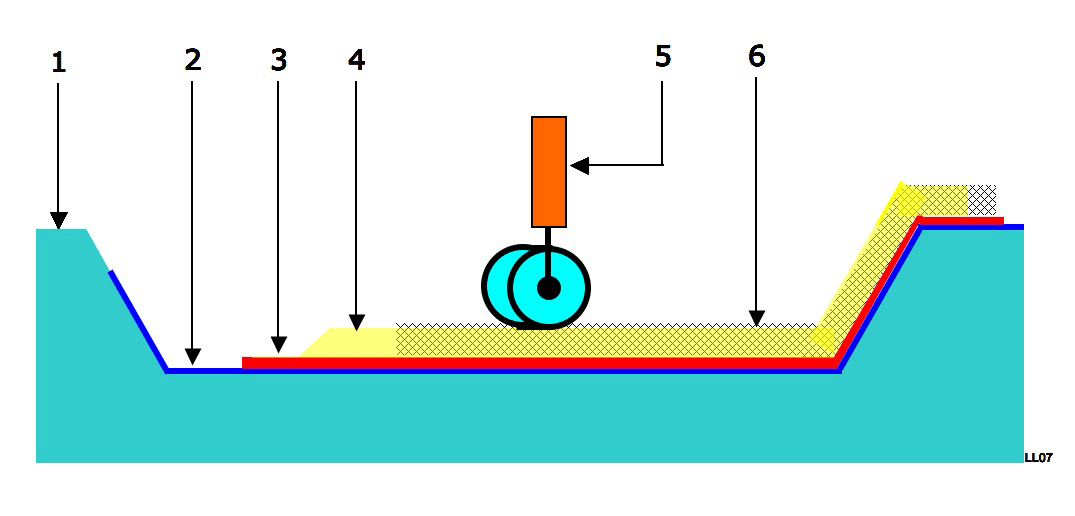
قالب تشكيل يدوي. تصور عملية وضع اليد. مارس 2007.

قولبة الألياف الزجاجية (فايبر قلاس): هي عملية يتم فيها تشكيل بلاستيك الراتنج المقوى بالألياف الزجاجية إلى أشكال مفيدة. 
عادةً ما تتضمن العملية أولاً: صنع قالب، ثم استخدام القالب لصنع مكون الألياف الزجاجية.

## صنع القالب
تبدأ عملية قولبة الألياف الزجاجية بجسم يعرف باسم القابس أو باك. هذا هو تمثيل دقيق للكائن الذي سيتم صنعه. يمكن صنع القابس من مجموعة متنوعة من المواد، عادة ماتكون من أنواع معينة من الرغوة.
بعد تشكيل القابس، يتم رشه بعامل تحرير القالب. سيسمح عامل التحرير بفصل القالب عن القابس بمجرد الانتهاء منه. عامل تحرير القالب هو شمع خاص و / أو PVA ( كحول بولي فينيل ). ومع ذلك ، يقال إن كحول البولي فينيل له تأثيرات سلبية على تشطيب سطح القالب النهائي.
بمجرد تطبيق عامل التحرير على السدادة، يتم تطبيق الجلكوت باستخدام بكرة أو فرشاة أو مسدس رش مصمم خصيصاً. الجلكوت عبارة عن راتينج مصبوغ، ويمنح سطح القالب مظهرًا أكثر صلابة ومتانة.
بمجرد تطبيق عامل التحرير والجلكوت، يتم وضع طبقات من الألياف الزجاجية والراتنج على السطح. عادةً ما تكون الألياف الزجاجية المستخدمة مماثلة لتلك التي سيتم استخدامها في المنتج النهائي.
في عملية التمديد، يتم وضع طبقة من حصيرة الألياف الزجاجية، ويتم وضع الراتنج فوقها. ثم يتم استخدام أسطوانة خاصة لإزالة فقاعات الهواء. فقاعات الهواء، إذا تركت في راتنج المعالجة، ستقلل بشكل كبير من قوة القالب النهائي. تُستخدم عملية وضع رذاذ الألياف الزجاجية أيضاً في إنتاج القوالب، ويمكن أن توفر تعبئة جيدة للزوايا والتجاويف حيث قد تكون السجادة الزجاجية أو النسيج شديد الصلابة.
بمجرد تطبيق الطبقات النهائية من الألياف الزجاجية على القالب، يُسمح للراتنج بالتركيب والعلاج. ثم يتم دفع الأوتاد بين القابس والقالب من أجل فصل الاثنين.
كما يتم استخدام تقنيات متقدمة مثل قولبة نقل الراتنج .

## صنع مكون
تتضمن عملية صنع المكونات بناء مكون على قالب الألياف الزجاجية. القالب هو صورة سلبية للمكون المراد تصنيعه، لذلك سيتم وضع الألياف الزجاجية داخل القالب، وليس حوله.
كما هو الحال في عملية صنع القالب، يتم تطبيق عامل التحرير أولاً على القالب. ثم يتم تطبيق الجلكوت الملون. ثم يتم تطبيق طبقات من الألياف الزجاجية باستخدام نفس الإجراء السابق. بمجرد اكتماله ومعالجته، يتم فصل المكون عن القالب باستخدام أسافين أو هواء مضغوط أو كليهما.

## أنظر أيضا
- البلاستيك المقوى بالألياف
- زجاج من البلاستيك المقوى
- أنواع أخرى من معالجة القوالب